# Airas Peres Vuitoron
Airas Peres Vuitoron (fl. XIII secolo) è stato un trovatore appartenente alla nobiltà portoghese, attivo tra il 1245 e il 1275.
Fu un fedele sostenitore di Sancho II del Portogallo nella lotta contro suo fratello Alfonso III del Portogallo. Dopo la vittoria di Alfonso III dovette rifugiarsi in Castiglia. È autore di 13 testi: 8 cantiga de escarnio e 5 satire politiche. 